# Fırat Binici
Fırat Binici (ur. 15 sierpnia 1985) – turecki zapaśnik walczący w stylu wolnym. Srebrny medalista mistrzostw Europy w 2009  roku.